# Восточный Дозор
«Восточный Дозор» (англ. Eastwatch) — пятый эпизод седьмого сезона фэнтезийного сериала канала HBO «Игра престолов», и 65-й во всём сериале. Сценарий к эпизоду написал Дэйв Хилл, а режиссёром стал Мэтт Шекман.
«Восточный Дозор» получил похвалу от критиков, которые посчитали взаимодействие Джона Сноу с Дрогоном, выступление Лины Хиди в роли Серсеи Ланнистер, возвращение Джендри и напряжение между Арьей и Мизинцем лучшими моментами эпизода. Он также превзошёл своего предшественника, став самым просматриваемым эпизодом в сериале, с аудиторией 10.72 миллионов зрителей.

## Сюжет

### На Дороге Роз
Джейме (Николай Костер-Вальдау) и Бронн (Джером Флинн) выбираются из реки Черноводной, в водах которой они с трудом спаслись от Дейенерис и её дракона Дрогона. Обговаривая шансы на успех в войне, они сходятся во мнении, что против всех троих драконов их армии не выстоять.
Между тем Дейенерис (Эмилия Кларк) требует верности от уцелевших солдат Ланнистеров и Тарли, и грозит им смертью, если они не преклонят колено. Среди оставшихся стоять воинов она замечает двоих офицеров. Это Рендилл Тарли (Джеймс Фолкнер) и его сын Дикон (Том Хоппер). Обращаясь лично к ним, Дейенерис пытается убедить их принести клятву верности новой королеве. Однако отец и сын не меняют свою честь на жизнь. Несмотря на призывы Тириона (Питер Динклэйдж) пощадить их и отправить на Стену, Дейенерис приказывает Дрогону сжечь обоих Тарли. Это убеждает остальных солдат преклонить колено.

### В Винтерфелле
Бран (Айзек Хэмпстед-Райт) в состоянии варга проникает в сознание стаи ворон и направляет их за Стену, чтобы найти армию мертвецов и Белых Ходоков. Король Ночи пристально вглядывается в птиц, и Бран возвращается в своё собственное тело. Бран просит, чтобы разослали во все Семь Королевств воронов с предупреждением о надвигающейся беде, так как армия мертвецов всё ближе и ближе подходит к Стене.
Арья (Мэйси Уильямс) видит, как лорды Гловер (Тим МакИннерни) и Ройс (Руперт Ванситтарт), выступая на заседании лордов Севера, делают предложение Сансе (Софи Тёрнер) стать их правительницей, и обеспокоена тем, как и какими словами Санса пока что дипломатично отказывается. Наедине Арья прозорливо говорит Сансе, что сестре хочется править Севером, хотя она не признаётся в этом даже самой себе.
Мизинец (Эйдан Гиллен) тем временем не оставляет попытки рассорить между собой детей Эддарда Старка. Заметив за собой слежку Арьи, он, якобы тайно и от имени Сансы, получает от мейстера Волкана (Ричард Райкрофт) некий свиток, хранившийся в архивах Винтерфелла, и уходит, оставляя письмо в своей комнате. Арья вскрывает дверь отмычкой, находит свиток и обнаруживает, что это письмо, написанное Сансой после смерти короля Роберта (Марк Эдди), в котором она просит свою семью присягнуть королю Джоффри (Джек Глисон). Догадается ли Арья, как в своё время леди Кейтилин (Мишель Фэйрли), что письмо написано под давлением Серсеи (Лина Хиди), неизвестно. Бейлиш, тайком наблюдая за младшей Старк, убеждается, что письмо ею найдено и прочитано.

### В Староместе
Получив с вороном из Винтерфелла предупреждение об идущих Белых Ходоках, архимейстер Эброз (Джим Бродбент) обсуждает его с советом мейстеров в Цитадели. Ни один из них не верит в правдивость видений «безногого мальчика». Сэмвелл (Джон Брэдли) вмешивается в беседу, заявляя, что знает Брана (Айзек Хэмпстед-Райт) и лично видел Белых Ходоков. Архимейстер Эброз не убеждён окончательно, но эмоциональная речь Сэма вынуждает его проверить достоверность полученных сведений. Он говорит, что Цитадель запросит дальнейшие разъяснения у мейстера Волкана из Винтерфелла. После ухода Сэма архимейстер признаётся присутствующим, что так и не смог сказать Тарли о смерти его отца и брата.
Вечером Сэм сидит дома и переписывает очередной ветхий свиток. Лилли (Ханна Мюррей), которая не так давно научилась читать, перечисляет малозначительные факты, записанные септоном, который служил во время правления Безумного короля. Среди всякой дребедени Лилли находит отрывок о том, что принц Рейгар Таргариен расторгнул свой брак с Элией Мартелл и тайно женился на другой женщине. Ни она, ни Сэм не понимают важности этого факта, тем более что Сэм прерывает чтение Лили и заявляет, что бездействие мейстеров Цитадели ему уже порядком надоело, и поэтому они с Лили и малышом Сэмом должны уехать обратно на Север, где помощь Тарли может пригодиться Ночному Дозору. Чтобы вооружиться необходимыми знаниями, Сэмвелл забирает из библиотеки Цитадели несколько книг и свитков и под покровом ночи все трое отправляются в путь.

### На Драконьем Камне
Дейенерис возвращается с Дороги Роз и приземляется на Дрогоне на скалы Драконьего Камня рядом с прогуливающимся там Джоном Сноу (Кит Харингтон). К её удивлению, дракон расположен к бастарду и даже позволяет ему погладить себя. Дейенерис слезает с дракона, и Дотракийцы приводят Джораха (Иэн Глен), который вернулся после излечения от серой хвори. Дейенерис приветствует его и возвращает его обратно себе на службу. После этого Варис (Конлет Хилл) и Тирион наедине обсуждают жестокость казней Дейенерис, и Варис молит Ланнистера найти способ заставить её прислушаться к их советам. Варис также признаётся в своём чувстве вины за то, что он никак не препятствовал, когда Безумный король сжигал людей заживо.
В Палате Расписного стола Дейенерис проводит встречу со своими советниками, а также с Джоном и Давосом (Лиам Каннингем). Джон получает предупреждение от Брана (Айзек Хэмпстед-Райт) и заявляет, что собирается направиться за Стену и сражаться с армией мертвецов. Дейенерис сомневается в его способности победить с тем небольшим количеством людей, поклявшихся бороться за него, и Джон вновь просит её присоединиться к нему. Она отказывается, отмечая, что королева Серсея (Лина Хиди) победит, если она откажется от своей цели занять Железный Трон. Тирион (Питер Динклэйдж) рекомендует предоставить Серсее доказательство существования и опасности армии мертвецов, в надежде убедить её присоединиться к битве против Белых Ходоков, хотя Варис скептически относится к целесообразности этого действия. Джон решает возглавить экспедицию к северу от Стены, чтобы захватить одного упыря и привести его на юг в Королевскую Гавань.

### В Королевской Гавани
Джейме (Николай Костер-Вальдау) возвращается обратно в Красный Замок, сообщает Серсее (Лина Хиди) о побоище у реки Черноводной и говорит о своём убеждении, что Ланнистеры не смогут выиграть войну. Он также раскрывает, что Оленна Тирелл (Дайана Ригг), а не Тирион (Питер Динклэйдж), отравила Джоффри (Джек Глисон). Серсея сетует, что вино с ядом, которое Джейме дал выпить Оленне, слишком лёгкая смерть после такого преступления.
Тирион и Давос (Лиам Каннингем) прибывают на уединённый пляж возле Королевской Гавани и тайком пробираются в город. Джейме следует за Бронном (Джером Флинн) в подземелье Красного Замка, где хранятся черепа драконов, под ложным предлогом тренироваться сражению на мечах. К удивлению Джейме, появляется Тирион и просит об аудиенции у королевы Серсеи тогда, когда Джон (Кит Харингтон) вернётся с Севера с доказательством существования армии мертвецов. Позже Джейме передаёт это сообщение Серсее. Серсея сомневается в предупреждении Тириона, но обещает Джейме, что они уничтожат всех, кто встанет у них на пути. Она также раскрывает Джейме, что беременна. Серсея проводит тайные встречи с Квиберном (Антон Лессер) по вопросам, которые она не обсуждает с Джейме.
Между тем Давос направляется на Стальную улицу, где находит Джендри (Джо Демпси), который более чем готов покинуть Королевскую Гавань и вернуться с ним на Драконий Камень. Когда они собираются отплыть, то сталкиваются с двумя стражниками. Давосу удаётся уладить дело с помощью золота, но тут Золотые Плащи замечают Тириона, идущего к лодке, и  вспоминают о вознаграждении, назначенном за голову карлика. Ставки растут, и Джендри убивает стражников своим молотом. Затем все трое быстро уплывают из Королевской Гавани.

### В Восточном Дозоре у Моря
Джон (Кит Харингтон), Давос (Лиам Каннингем), Джендри (Джо Демпси) и Джорах (Иэн Глен) прибывают в Восточный Дозор у Моря и встречаются с Тормундом (Кристофер Хивью). Джон рассказывает о своих намерениях отправиться за Стену, но Тормунд сомневается в успехе подобной операции. Тормунд отводит группу к клеткам, где они находят задержанных Дозором Пса (Рори Макканн) и Братство без Знамён. После бурного обсуждения давних обид они приходят к выводу, что сейчас им надо объединиться против общего врага. Братство, Тормунд, Джендри, Пёс, Джорах и Джон отправляются за Стену, чтобы добыть доказательство реальности армии мёртвых. Давос, справедливо полагая, что будет в этом походе только обузой, остаётся в Восточном Дозоре.

## Производство

### Сценарий
Сценарий к «Восточному Дозору» был написан Дэйвом Хиллом, который ранее написал сценарии к двум эпизодам сериала, «Сыны Гарпии» и «Дом», при этом он работает помощником сценариста со второго сезона шоу. В интервью с «Entertainment Weekly» Хилл прокомментировал намерения решений персонажей и написание сюжетных линий, которые были использованы в эпизоде. В написании начальной сцены с Дейенерис и Рендиллом и Диконом Тарли, Хилл отметил различие между Дейенерис и другими правителями, и что она предложила людям выбор, сказав: «Эти лорды не подчинились ей и оскорбили её во время восстания против законной королевы. Затем она предлагает им выход, и они отказываются.» Он также рассказал об эффекте на Джейме от победы Дейенерис, отметив: «Это был первый раз встречи [Дейенерис] в открытом поле и они так легко побеждены, и это не то, что он когда-либо видел раньше. Но как бы ни было трудно справляться с [Дейенерис] и её драконами, гораздо труднее справляться с Серсеей.»
По поводу ухода Джона Сноу с Драконьего Камня, Хилл также отметил, что Дейенерис верит, что Джон честен, и что она «не может продолжать войну и всё ещё править Семью Королевствами после окончания войны», пока остаётся угроза Белых Ходоков. С тайной встречей Тириона и Джейме, намерением Хилла в написании сцены было открыть взаимодействие с «тотальной враждой и ненавистью» и в итоге поменять его на то, чтобы двое «были отдалённо на одной стороне». Он отмечает, что хотя Джейме может не верить Тириону, возможность перемирия стоит рассматривать.
По поводу возвращения Джендри в историю, Хилл заявил, что сценаристы не были уверены, когда он должен будет вернуться. Хилл отметил, что сценаристы всегда намеревались вернуть Джендри, и что они изначально планировали вернуть его в предыдущем сезоне. Они в конечном счёте решили вернуть его в «Восточном Дозоре», чтобы поместить его в сюжетную линию, которую он называл «большой миссией», вместе с Джоном Сноу за Стеной. Он продолжил, сказав: «Это имело смысл, что Давос хотел бы спасти этого мальчика, который для него как суррогатный сын.»

### Кастинг

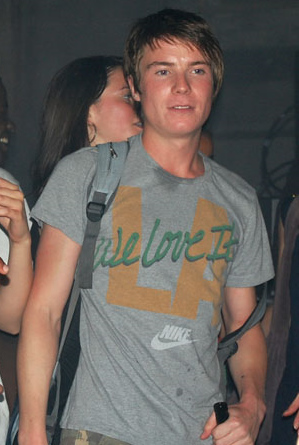
Актёр Джо Демпси вернулся в роли Джендри в «Восточном Дозоре».

В «Восточном Дозоре» вернулся Джо Демпси в роли Джендри, которого он играл в первом, втором и третьем сезонах. В интервью с «The Hollywood Reporter» Демпси рассказал о возвращении в актёрский состав, заявив: «За прошедшие три года, я всегда приветствовал возможность вернуться в шоу с распростёртыми объятиями. У меня так много друзей в шоу и я прекрасно проводил время при его создании. Я многое узнаю, когда нахожусь на съёмочной площадке.» Демпси также раскрыл, что создатели сериала Дэвид Бениофф и Д. Б. Уайсс не были уверены, когда он вернётся в шоу, отметив, что они ему сказали: «Слушай, твой персонаж исчезнет на некоторое время. Мы не хотим, чтобы ты паниковал. Мы не пытаемся тебя уволить. Нам нравится твоё выступление и твой персонаж, но у нас есть планы на него чуть позже.» Демпси впервые узнал возвращении в шоу незадолго до Рождества 2015 года, во время встречи со своим агентом.

### Съёмки
Режиссёром «Восточного Дозора» стал Мэтт Шекман. Это второй эпизод Шекмана в качестве режиссёра «Игры престолов», а первым был предыдущий эпизод, «Трофеи войны». До присоединения к сериалу, Шекман также был режиссёром других телесериалов, включая «Фарго», «Хорошая жена», «Безумцы» и «В Филадельфии всегда солнечно». В интервью с «The Hollywood Reporter» после выхода «Восточного Дозора» в эфир, Шекман рассказал о разнице между съёмками двух эпизодов сезона, сказав: «Тут нет той же съёмочной площадки, так что здесь главным было установить то, что идёт для следующего сезона. Это что-то вроде переустановки. Здесь несколько откровений основных персонажей и дальнейшее развитие отношений, особенно людей, которые воссоединились и теперь видят что происходит и просматривают отношения с людьми, которых они не видели очень долгое время.» В начале эпизода показывают Тириона Ланнистера, идущего по выжженному полю после «Битвы поезда с добычей», что, как отметил Шекман, предназначалось для того, чтобы показать внутренний конфликт Тириона между прислуживанием Дейенерис и осматриванием мёртвых солдат своей собственной семьи. Он также сказал насчёт сцены: «Мы создали вещи, на которые он должен был смотреть, и они должны были побуждать ощущение от Помпеи, последствия драконьего огня и то, что он делает с людьми вокруг него, а также разрушение настоящих повозок. Мы проводили Питера сквозь всё это и позволили ему реагировать на то, что он видел. Эффект получился довольно мощным.»
Для возвращения Дейенерис Таргариен на Драконий Камень и для взаимодействия между Дрогоном и Джоном Сноу, Шекман рассказал о процессе создания сцены, сказав, что половину времени Кит Харингтон, который играет Джона Сноу, играл с частичной драконьей головой, а в остальное время с пустотой или теннисным мячиком, чтобы установить правильное направление глаз актёра. Также была создана предварительная визуализация, чтобы Харингтон увидел, как сцена будет выглядеть после завершения пост-продакшена, и понять чудовищность Дрогона. Он продолжил: «Это огромное актёрское мастерство, уметь придумать своего партнёра по сцене, и уметь управлять сценой как здесь. Браво Киту Харингтону.» Шекман также рассказал о съёмках Харингтона и Эмилии Кларк, которая играет Дейенерис, сказав: «Даже если они не так часто сталкивались друг с другом на шоу, за исключением этого сезона, [Харингтон и Кларк] очень хорошо знают друг друга. Так что там есть дружеские отношения, которые помогают им как актёрам. Они оба очень уважают друг друга и оба очень талантливые, так что сцены относительно легко создавать из-за отношений между ними, которые работают.»
Шекман также рассказал о съёмках сцены между Сэмвеллом Тарли и Лилли в Цитадели, отметив, что несмотря на важность информации, которую раскрывала Лилли по поводу Рейгара Таргариена, его намерением было сосредоточиться в основном на Джоне Брэдли в роли Сэма, сказав: «Я знал, что информация была очень важной, но вовсе не было необходимости подчёркивать её. Я оставил всю это информацию за кадром и направился в сторону Джона Брэдли, так как сейчас он имел дело с кризисом, которым было его разочарование в мейстерах, и в конечном счёте приходит к выводу, что он больше не хочет быть частью этого. По поводу факта отбрасывания информации о происхождении Джона и его права на трон, я чувствовал, что было бы лучше, если бы это произошло без какого-либо подчёркивания.» Он также сообщил, что эффект этого откровения почувствуется в будущих эпизодах, так как отношения Джона и Дейенерис меняются.
Кроме того, Шекман раскрыл, что встреча персонажей в ледяных клетках Восточного Дозора была снята за один день, и что он надеялся, что у него будет больше времени, чтобы снять сцену. Однако он похвалил актёров за их выступления, сказав: «Там просто так много напряжения, происходящего со всеми, и мы создаём эту идею, что это группа, состоящая из маловероятных товарищей, отправляющихся выполнить невыполнимую задачу. Все эти актёры фантастические. Создать напряжение между ними было не так уж и сложно, учитывая то, что они все умные актёры.» Для заключительного кадра эпизода, Шекман попытался отдать дань уважения режиссёру Сэму Пекинпе, в частности ссылаясь на фильм 1969 года «Дикая банда», где Пекинпа был сценаристом и режиссёром. Он отметил, что сцена «предназначалась, чтобы вызвать образ Дикой банды, идущей город до начала большой перестрелки».

## Реакция

### Рейтинги
«Восточный Дозор» посмотрели 10.72 миллионов зрителей во время оригинального показа на HBO, что значительно выше, чем рейтинг 10.17 миллионов зрителей у эпизода «Трофеи войны». Он установил рекорд для «Игры престолов» как самый высокорейтинговый эпизод сериала на сегодняшний день, опередив «Трофеи войны», который ранее удерживал рекорд сериала. Рейтинг в возрастной категории 18-49 составил 5.0, что делает его самым высокорейтинговым шоу на кабельном телевидении в ночь показа.

### Реакция критиков
«Восточный Дозор» получил похвалу от критиков, которые посчитали взаимодействие Джона Сноу с Дрогоном, выступление Лины Хиди в роли Серсеи Ланнистер, возвращение Джендри и напряжение между Арьей и Мизинцем лучшими моментами эпизода. Он получил рейтинг 98% на сайте Rotten Tomatoes на основе 41 отзыва, со средним рейтингом 8 из 10. Консенсус сайта гласит: «„Восточный Дозор“ обменял огненный спектакль предыдущего эпизода „Престолов“ на постепенный подход, но тем не менее доставил несколько эффектных разоблачений и воссоединений.»
Мэтт Фоулер из IGN написал в своей рецензии к эпизоду: «„Восточный Дозор“, возможно, представил передышку в действии, так сказать, но он точно не отстал. Это был мастерски оживлённый эпизод, с большими моментами идущими на вас в каждой сцене. Предыдущие связи друг к другу каждых людей собираются вместе, отмечаются и используются для дальнейшего сюжета содержательным и естественным образом.» Он продолжил, упоминая несколько воссоединений и обратных вызовов, которые происходили на протяжении всего эпизода, сказав: «От Сэма, встретившего Брана в конце третьего сезона, до долгожданного возвращения Джендри и его встречи с сэром Давосом и Бериком Дондаррионом (в одном и том же эпизоде), до Джораха, нашедшего путь к Дейенерис, до напряжённого, но плодотворного воссоединения Тириона с Джейме — „Восточный Дозор“ был переполнен прошлым, ставшим настоящим, и использовался для наполнения резкой, драматической военной машины.» Он дал эпизоду оценку 9.2 из 10. Майлз Макнатт из «The A.V. Club» также почувствовал, что эпизоду не хватало экшена, который был у предыдущего эпизода, «Трофеи войны», назвав его, «движущим куски» эпизодом, но отметил: «Если раньше вы видели куски, движущихся в направлении, чтобы установить серию четырёх или пяти различных кульминаций сезона, то здесь все движущиеся куски оказываются на одном континенте, и с эффектом на одну и ту же центральную сюжетную арку.» Он дал эпизоду оценку B+. Эрик Каин из «Forbes» написал в своей рецензии, что он почувствовал, что «Восточный Дозор» был «самым важным, разоблачительным и просто выдающимся эпизодом на данный момент», и Келли Лоулер из «USA Today» выразила подобные мысли, заявив, что это пока был лучший эпизод сезона, и отметив: «Сериалу нужно было переосмыслить себя после того, как он собрал многих персонажей главных персонажей вместе и сузился.»